# 毛叶榄
毛叶榄（学名：Canarium subulatum）为橄榄科橄榄属的植物。分布于泰国、越南、柬埔寨以及中国大陆的云南等地，生长于海拔240米至1,500米的地区，多生在季雨林以及沟谷疏林中，目前尚未由人工引种栽培。